# Jonas Elding
Lars Jonas Hugo Elding, född 8 januari 1972 i Lund[källa behövs], är en svensk arkitekt.
Elding var 1999–2007 anställd på SANAA i Tokyo. År 2007 grundade han tillsammans med Johan Oscarson Elding Oscarson arkitekter.
Han är sedan 2016 gästprofessor vid Politecnico di Milano och sedan 2017 ledamot av Kungliga akademien för de fria konsterna.
Elding har tillsammans med Johan Oscarson belönats med Villapriset 2016 för Mölle by the Sea, Kasper Salin-priset 2017 för Skissernas Museum i Lund och Svensk Forms pris Design S 2023 för Wisdome Stockholm.